# Коломбо (сезон 5)
Пятый сезон американского телесериала «Коломбо», премьера которого состоялась на канале NBC 14 сентября 1975 года, а заключительная серия вышла 2 мая 1976 года, состоит из 6 эпизодов.

## Период трансляции
Сезон первоначально транслировался по средам в 8:30—10:00 (EST) в рамках «The NBC Mystery Movie».

## Релиз на DVD
Сезон был выпущен на DVD Universal Home Video.

## Эпизоды
| № в сериале | № в сезоне | Название                                                   | Режиссёр        | Автор сценария                             | Убийцу играет      | Жертву(ы) играет          | Дата премьеры    | Длительность |
| --- | ---------- | ---------------------------------------------------------- | --------------- | ------------------------------------------ | ------------------ | ------------------------- | ---------------- | ------------ |
| 32 | 1          | «Забытая леди» «Forgotten Lady»                            | Харви Харт      | Уильям Дрискилл                            | Джанет Ли          | Сэм Джаффе                | 14 сентября 1975 | 92 минуты    |
| Бывшая кинозвезда Грейс Уилер хочет, чтобы её муж Генри финансировал её возвращение на сцену, но тот ей отказывает. Тогда она убивает своего мужа во сне и инсценирует самоубийство. Коломбо узнаёт, что Генри скрывал от своей жены страшную тайну. Дело в том, что миссис Уилер скоро умрёт из-за опухоли мозга. Возможно, из-за этого она даже не помнит, как убила своего мужа. Кроме того, в убийстве признаётся другой человек. |            |                                                            |                 |                                            |                    |                           |                  |              |
| 33 | 2          | «Восток - дело тонкое» «A Case of Immunity»                | Тед Пост        | Сюжет : Джеймс Мензис Телесценарий : Лу Шо | Гектор Элизондо    | Андре Лоуренс и Сэл Минео | 12 октября 1975  | 73 минуты    |
| Главный дипломат посольства арабского государства Суари, Хасан Салах вербует Рахмана Хабиба, наивного идеалиста, чтобы помочь инсценировать убийство всеми уважаемого офицера службы безопасности, потом фабрикует доказательства, чтобы всё выглядело как работа радикалов. Салах возлагает ответственность за убийство на отсутствующего Хабиба. Потом Салах убивает Хабиба, чтобы окончательно замести следы. Коломбо раскрывает оба убийства, но проблема в том, что у Салаха дипломатический иммунитет, и арестовать его невозможно. |            |                                                            |                 |                                            |                    |                           |                  |              |
| 34 | 3          | «Кризис личности» «Identity Crisis»                        | Патрик МакГухан | Уильям Дрискилл                            | Патрик МакГухан    | Лесли Нильсен             | 2 ноября 1975    | 94 минуты    |
| Агент ЦРУ «Джеронимо» узнаёт, что высокопоставленный государственный чиновник Нельсон Бреннер, в прошлом также агент ЦРУ, торгует стратегической информацией. Чтобы скрыть правду, Бреннер убивает «Джеронимо», и тот не успевает раскрыть его тайну. Расследование этого убийства становится одним из сложнейших для Коломбо. Теперь на каждом шагу ему мешают люди, привыкшие хранить тайны, в том числе и директор ЦРУ. |            |                                                            |                 |                                            |                    |                           |                  |              |
| 35 | 4          | «Дело чести» «A Matter of Honor»                           | Тед Пост        | Брэд Радниц                                | Рикардо Монтальбан | Роберт Каррикарт          | 1 февраля 1976   | 73 минуты    |
| Известный матадор Луис Монтойя — национальный герой Мексики. И никто не знает, что легендарный матадор уже давно боится выйти на арену. Никто, кроме Гектора Рангеля, его многолетнего компаньона. Монтойя решает убить Гектора, чтобы тот унёс его тайну в могилу. Он усыпляет Гектора на арене, а потом спускает на него быка, который убивает его. Начальник местной полиции просит лейтенанта Коломбо поучаствовать в расследовании странного происшествия.                                                                           |            |                                                            |                 |                                            |                    |                           |                  |              |
| 36 | 5          | «Смертельный номер» «Now You See Him...»                   | Харви Харт      | Майкл Слоун                                | Джек Кэссиди       | Нехемия Персофф           | 29 февраля 1976  | 85 минут     |
| Владельцу «Кабаре магии» Джесси Джером известно, что его бизнес-партнёр, иллюзионист по прозвищу «Великий Сантини», на самом деле бывший нацист Штефан Мюллер, служивший в концлагере. Он постоянно шантажирует фокусника, как только его что-то не устраивает. Чтобы избежать огласки этого факта, Сантини убивает Джерома, используя при этом всё своё сценическое мастерство. Коломбо совершенно неожиданно находит разгадку, благодаря печатной машинке.                                                                              |            |                                                            |                 |                                            |                    |                           |                  |              |
| 37 | 6          | «Последний салют командору» «Last Salute to the Commodore» | Патрик МакГухан | Джексон Гиллис                             | Фред Дрэйпер       | Джон Денер и Роберт Вон   | 2 мая 1976       | 98 минут     |
| В свой день рождения командор Отис Свенсон, владелец судостроительной компании, объявляет о намерении продать компанию. В ту же ночь командора убивают. В числе подозреваемых — его дочь Джоанна Клей, пожилой племянник Свонни Свенсон, адвокат Киттеринг и рабочий Уэйн Тейлор. Кроме того, Свенсон был недоволен тёмными делами своего зятя Чарльза Клея, который имеет мотив для убийства. В расследовании этого убийства Коломбо помогает молодой детектив, новичок в полиции.                                                       |            |                                                            |                 |                                            |                    |                           |                  |              |